# Ann-Ida Broström
Anna Ida (Ann-Ida) Sofia Broström,  född Mark den 12 december 1882 i Göteborg, död den 26 november 1965 i Göteborg, var en svensk donator.

## Biografi

Ann-Ida och Dan Broström ombord på ett fartyg.

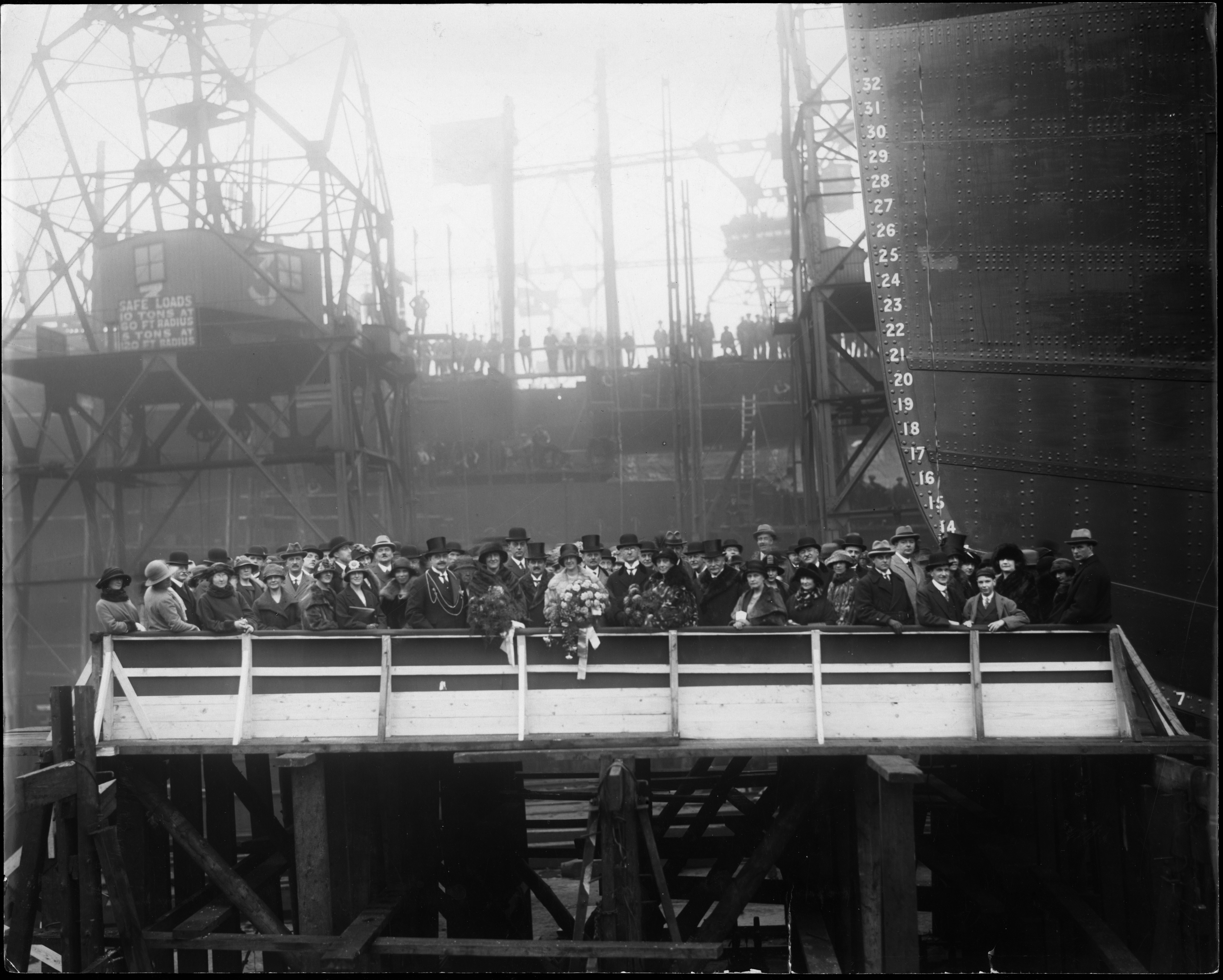
Ann-Ida och Dan Broström med flera på Svenska Amerika Liniens Gripsholms sjösättning i Newcastle 26 november 1924.

Ann-Ida Broström var dotter till grosshandlaren August J:son Mark och Sophie Mark, född Uggla. Hon gifte sig den 21 november 1906 i Hagakyrkan i Göteborg med Dan Broström och blev mor till Dan-Axel, Kerstin Wijk, Brita By Ekdahl Keiller och Margaretha Moseby. 
Efter makens död 1925 ägnade hon sig åt donationer, bland annat en tomt vid Lennart Torstenssonsgatan i Göteborg samt en miljon kronor – via Broströmskoncernen – för uppförandet av ett studenthem uppkallat efter maken. Hon skänkte även pengar för framtagandet av en logotyp och ett ordförandesmycke till Medicinska Föreningen i Göteborg. På sin 40-årsdag den 12 september 1931 fick Göteborgs högskola mottaga 50 000 kronor av Ann-Ida Broström för inrättandet av en etnografisk professur. För att hugfästa 80-årsdagen av sin framlidne make donerade hon den 1 februari 1950 en tomt och en större penningsumma till ett hem för studerande ungdom i Göteborg.
I samband med att Sveriges Redareförening firade sitt 50-årsjubileum donerade Ann-Ida Broström den 24 november 1956 sin villa på Skyttegatan 1 i Lorensbergs villastad till föreningen. Byggnaden anses vara den största och förnämsta i området, och hit flyttade familjen 1921. Enligt hennes önskan skulle villan bli ett "Sjöfartens Hus". Donationen innehöll förbehållet att hon skulle få disponera huset under sin återstående tid. Sedan 1969 har The Royal Bachelor's Club sitt säte i huset.
År 1934 uppgick hennes beskattningsbara förmögenhet till 9,95 miljoner kronor.
Ann-Ida Broström ligger begravd i den Broströmska familjegraven på Östra kyrkogården i Göteborg.